# (4861) Nemirovskij
(4861) Nemirovskij (1987 QU10) – planetoida z pasa głównego asteroid okrążająca Słońce w ciągu 4,93 lat w średniej odległości 2,89 j.a. Odkryta 27 sierpnia 1987 roku.